# Київський річковий трамвай

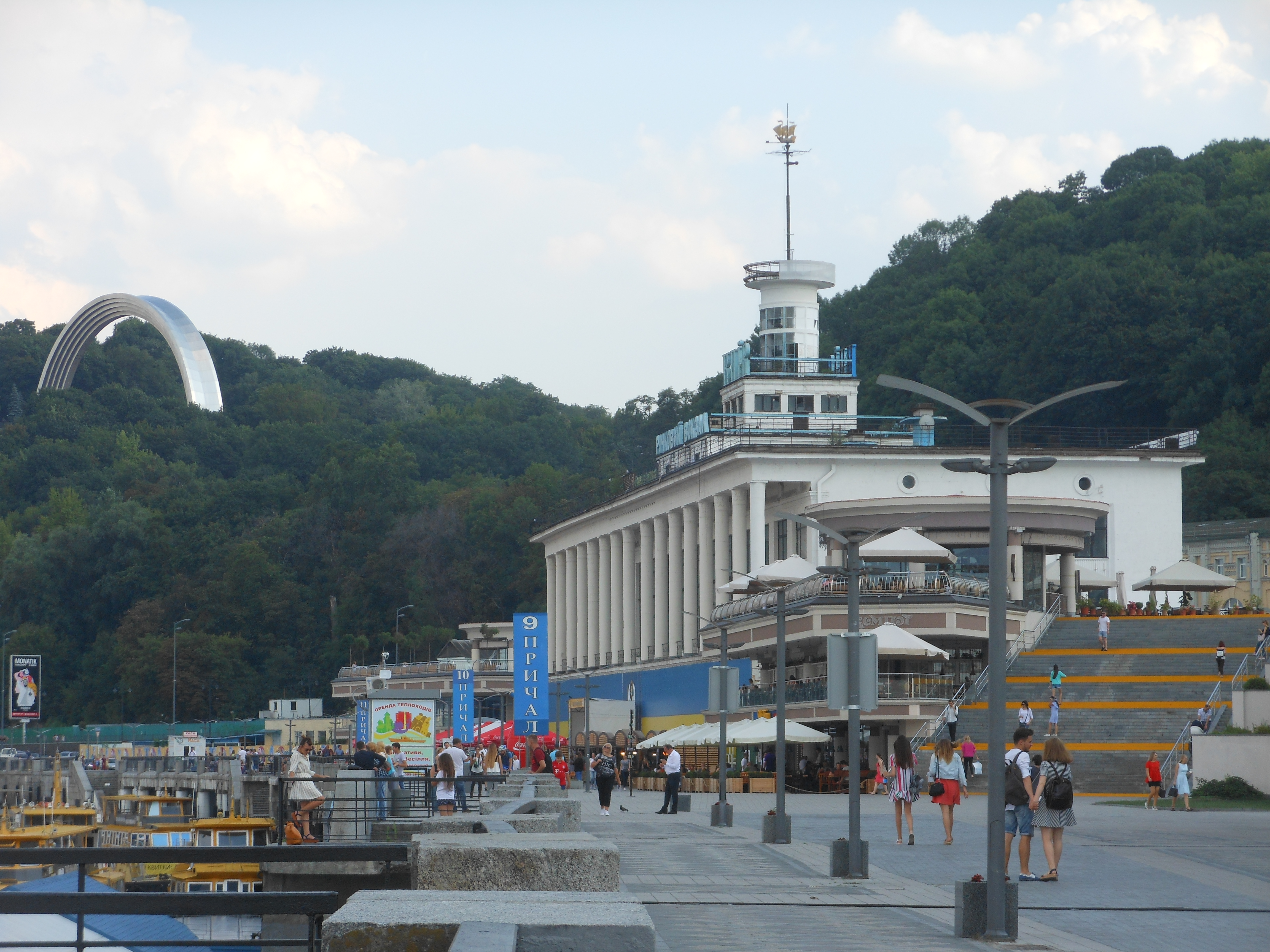
Київський річковий вокзал

Київський річковий трамвай — один з видів міського річкового транспорту в м. Києві. Маршрути працюють тільки під час навігаційного сезону на річці Дніпро у денний та вечірній час. Попри всі перспективи цього виду транспорту, за останні декілька десятиліть так і не вдалося організувати його стабільну роботу. 

## Офіційний запуск
1 липня 2010 року відбувся офіційний запуск річкового трамвая. Разом з тим було відкрито нову станцію «Наводницький парк», звідки, власне, і вирушив у перший рейс теплохід «Ріверест». Символічну стрічку перерізав заступник голови КМДА Олександр Мазурчак.
«Минулого року такий вид транспорту як річковий трамвай, вже діяв у столиці, і він показав свою ефективність: за час його роботи було перевезено близько 14 тисяч пасажирів, з них 3 тисячі — представники пільгової категорії, які цього року також матимуть право на безкоштовний проїзд. Запуск річкового трамвая — це більш соціальний проєкт, ніж комерційний. Разом з тим, він дає можливість покращити транспортне з'єднання території Наводницького парку з житловим масивом „Оболонь“ та, фактично, з центром міста, де є річковий вокзал. За умови попиту киян та збільшення пасажиропотоку, маршрут річкового трамвая буде розширено», — розповів заступник голови КМДА. Він повідомив, що вартість проїзду в річковому трамваї становитиме 15 грн. На борту теплохода одночасно можуть перебувати 120 пасажирів. Курсуватиме він у будні дні за маршрутами: «Поштова площа» — «Наводницький парк» — «Березняки» та «Поштова площа» — «Оболонь». Рейси здійснюватимуться у вечірні години «пік» відповідно до затвердженого розкладу. Надалі, при наявності пасажиропотоку кількість рейсів може бути збільшена. Олександр Мазурчак повідомив, що даний проєкт не вимагає фінансування з бюджету міста і реалізований повністю за інвестиційні кошти. В організації роботи річкового трамвая цього року взяли участь КП «Плесо», КСК «Київ» та Головне управління транспорту КМДА.

## Розклад руху
| Розклад руху річкового трамвая у п'ятницю                | Розклад руху річкового трамвая у п'ятницю | Розклад руху річкового трамвая у п'ятницю | Розклад руху річкового трамвая у п'ятницю | Розклад руху річкового трамвая у п'ятницю |
| Відправлення                                             | Прибуття                                  | Відправлення                              | Прибуття                                  |                                           |
| Поштова пл. (7-й причал)                                 | Ст. Оболонь                               | Ст. Оболонь                               | Поштова пл. (7-й причал)                  |                                           |
| -------------------------------------------------------- | ----------------------------------------- | ----------------------------------------- | ----------------------------------------- | ----------------------------------------- |
| 18:00                                                    | 19:00                                     | 19:00                                     | 20:00                                     |                                           |
| 20:00                                                    | 21:00                                     | 21:00                                     | 22:00                                     |                                           |
| Розклад руху річкового трамвая у вихідні та святкові дні |                                           |                                           |                                           |                                           |
| 11:00                                                    | 12:00                                     | 12:00                                     | 13:00                                     |                                           |
| 13:00                                                    | 14:00                                     | 14:00                                     | 15:00                                     |                                           |
| 19:00                                                    | 20:00                                     | 20:00                                     | 21:00                                     |                                           |
| 21:00                                                    | 22:00                                     | 22:00                                     | 23:00                                     |                                           |

## Маршрути
- Маршрут № 1 «Поштова площа — Наводницький парк»
- Маршрут № 2 «Поштова площа-Оболонь»
- В перспективі річковий трамвай курсуватиме також і за межами столиці — у Вишгород і Конча-Заспу[3].

## Станції
- Оболонь
- Поштова площа
- Гідропарк (в перспективі)[4]
- Березняки
- Наводницький парк

## Проблеми функціонування річкового трамвая
- відсутність достатньої кількості комунальних пароплавів у міста Києва
- ще не усунуто технічні проблеми на причалах
- рентабельність перевезень
- річкова інфраструктура міста не готова до здійснення проєкту річкового таксі